# Saison 3 de Life in Pieces
Chronologie
Saison 2 Saison 4
Cet article présente le guide des épisodes de la troisième saison de la série télévisée américaine Life in Pieces.

## Généralités
- Aux États-Unis, elle a été diffusée du 2 novembre 2017 au 17 mai 2018 sur le réseau CBS.
- Au Canada, la saison a été diffusée en simultané sur le réseau Citytv.

## Distribution

### Acteurs principaux
- Dianne Wiest (VF : Blanche Ravalec) : Joan Short
- James Brolin (VF : Jean Barney) : John Short
- Zoe Lister-Jones (VF : Claire Baradat) : Jen, mariée à Greg, mère de Lark
- Colin Hanks (VF : Jimmy Redler) : Greg Short, père de Lark
- Angelique Cabral (VF : Valérie Nosrée) : Colleen Brandon Ortega, fréquente Matt
- Thomas Sadoski (VF : Guillaume Lebon) : Matt Short
- Betsy Brandt (VF : Brigitte Guedj) : Heather Hughes, mariée à Tim, ainée de la famille Short
- Dan Bakkedahl (VF : Jérome Wiggins) : Tim Hughes
- Niall Cunningham (VF : Thomas Sagols) : Tyler, fils d'Heather et de Tim
- Holly J. Barrett (VF : Issia Lorrain) : Samantha, fille d'Heather et de Tim
- Giselle Eisenberg (VF : Leslie Lipkins) : Sophia, fille d'Heather et de Tim
- Hunter King (en) (VF : Vanessa Van-Geneugden) : Clementine

## Épisodes

### Épisode 1:Compensation/La fée tutute/Cache-cache/Désynchronisation
- États-Unis /  Canada : 2 novembre 2017 sur CBS[1] / Citytv
- Suisse : 11 décembre 2018 sur RTS Un
- France :  sur Comédie+

- États-Unis : 6,67 millions de téléspectateurs[2] (première diffusion)

### Épisode 2:Ô nom! / Tyler se bouge / Cauchemar / Petits remontants
- États-Unis /  Canada : 9 novembre 2017 sur CBS / Citytv
- Suisse : 7 janvier 2019 sur RTS Un

- États-Unis : 6,53 millions de téléspectateurs[3] (première diffusion)

### Épisode 3:Chasse au trésor / La note / Le poker / Va, entends et fuis
- États-Unis /  Canada : 16 novembre 2017 sur CBS / Citytv
- Suisse : 14 janvier 2019 sur RTS Un

- États-Unis : 6,37 millions de téléspectateurs[4] (première diffusion)

### Épisode 4:Testostérone / Martyre / Stone / Le couteau
- États-Unis /  Canada : 23 novembre 2017 sur CBS / Citytv
- Suisse : 21 janvier 2019 sur RTS Un

- États-Unis : 5,93 millions de téléspectateurs[5] (première diffusion)

### Épisode 5:Bouchées double / Le pot / Le golf / L'enfant du milieu
- États-Unis /  Canada : 30 novembre 2017 sur CBS / Citytv
- Suisse : 28 janvier 2019 sur RTS Un

- États-Unis : 6,57 millions de téléspectateurs[6] (première diffusion)

### Épisode 6:Gaufre party / Permission / Sans enfant / Petit copain
- États-Unis /  Canada : 7 décembre 2017 sur CBS / Citytv
- Suisse : 4 février 2019 sur RTS Un

- États-Unis : 6,49 millions de téléspectateurs[7] (première diffusion)

### Épisode 7:35 ans / La prof / Jeu d'évasion / Le ticket
- États-Unis /  Canada : 14 décembre 2017 sur CBS / Citytv
- Suisse : 11 février 2019 sur RTS Un

- États-Unis : 6,65 millions de téléspectateurs[8] (première diffusion)

### Épisode 8:Les Short fêtent Noël
- États-Unis : 21 décembre 2017 sur CBS
- Canada : non-diffusé
- Suisse : 18 février 2019 sur RTS Un

- États-Unis : 6,72 millions de téléspectateurs[9] (première diffusion)

### Épisode 9:La lecture / L'oeuf ou la poule / L'infirmière/Les voisins
- États-Unis /  Canada : 4 janvier 2018 sur CBS / Citytv
- Suisse : 25 février 2019 sur RTS Un

- États-Unis : 7,43 millions de téléspectateurs[10] (première diffusion)

### Épisode 10:Urgence / Entretien / Conduite / Déjeuner
- États-Unis /  Canada : 11 janvier 2018 sur CBS / Citytv
- Suisse : 1er avril 2019 sur RTS Un

- États-Unis : 7,18 millions de téléspectateurs[11] (première diffusion)

### Épisode 11:Une nouvelle oie / Amies /Enchères / Les brasseurs
- États-Unis /  Canada : 18 janvier 2018 sur CBS / Citytv
- Suisse : 8 avril 2019 sur RTS Un

- États-Unis : 6,79 millions de téléspectateurs[12] (première diffusion)

### Épisode 12:Toilettes / Rasage / Coincés / Fertilité
- États-Unis /  Canada : 1er février 2018 sur CBS / Citytv
- Suisse : 15 avril 2019 sur RTS Un

- États-Unis : 7,11 millions de téléspectateurs[13] (première diffusion)

### Épisode 13:Thérapie / Triche / Les chaussures / Soirée ciné
- États-Unis /  Canada : 1er mars 2018 sur CBS / Citytv
- Suisse : 22 avril 2019 sur RTS Un

- États-Unis : 6,49 millions de téléspectateurs[14] (première diffusion)

### Épisode 14:Parents / Généalogie / Coupons / Les chaperons
- États-Unis /  Canada : 8 mars 2018 sur CBS / Citytv
- Suisse : 29 avril 2019 sur RTS Un

- États-Unis : 6,72 millions de téléspectateurs[15] (première diffusion)

### Épisode 15:Nouveau job / La plus mignonne / Le collier / La piqûre
- États-Unis /  Canada : 29 mars 2018 sur CBS / Citytv
- Suisse : 6 mai 2019 sur RTS Un

- États-Unis : 6,13 millions de téléspectateurs[16] (première diffusion)

### Épisode 16:Concours / Vélo / Peluches / Viande séchée
- États-Unis /  Canada : 5 avril 2018 sur CBS / Citytv
- Suisse : 13 mai 2019 sur RTS Un

- États-Unis : 6,09 millions de téléspectateurs[17] (première diffusion)

### Épisode 17:Baby-sitter / Relations / Sœur / Le matelas(Sitter Dating Sister Mattress)
- États-Unis /  Canada : 12 avril 2018 sur CBS / Citytv
- Suisse : 20 mai 2019 sur RTS Un

- États-Unis : 6,48 millions de téléspectateurs[18] (première diffusion)

### Épisode 18:Locataire / Portrait / Plagiat / Arnaque
- États-Unis /  Canada : 19 avril 2018 sur CBS / Citytv
- Suisse : 3 juin 2019 sur RTS Un

- États-Unis : 6,29 millions de téléspectateurs[19] (première diffusion)

### Épisode 19:La maison de Jen & Greg / Destinée / Présentations / La retraite
- États-Unis /  Canada : 26 avril 2018 sur CBS / Citytv
- Suisse : 10 juin 2019 sur RTS Un

- États-Unis : 6,22 millions de téléspectateurs[20] (première diffusion)

### Épisode 20:Lingerie / Livre de cuisine / Les paris / Mère porteuse
- États-Unis /  Canada : 3 mai 2018 sur CBS / Citytv
- Suisse : 17 juin 2019 sur RTS Un

- États-Unis : 6,25 millions de téléspectateurs[21] (première diffusion)

### Épisode 21:Remerciements / Le piercing / Mannequin senior / Jen tonic
- États-Unis /  Canada : 17 mai 2018 sur CBS / Citytv
- Suisse : 24 juin 2019 sur RTS Un

- États-Unis : 5,56 millions de téléspectateurs[22] (première diffusion)

### Épisode 22:Seize ans / Espagnol / Voiture / Fuite
- États-Unis /  Canada : 17 mai 2018 sur CBS / Citytv
- Suisse : 1er juillet 2019 sur RTS Un

- États-Unis : 5,56 millions de téléspectateurs[22] (première diffusion)